# Klasyczny pomór świń
Klasyczny pomór świń (łac. Pestis clasica suum, ang. classical swine fever – CSF) – zaraźliwa, zakaźna choroba wirusowa świń domowych i dzików cechująca się wybroczynowością.
Wywołuje go wirus RNA z rodziny Flaviviridae, rodzaj Pestivirus, podobny do BVD-MD, BDV. Od 1994 r. Polska jest uznawana za kraj wolny od klasycznego pomoru świń, występuje on jeszcze w Niemczech, Francji, Rosji i innych krajach stanowiąc poważny problem ekonomiczny.
We wrześniu 2018 roku klasyczny pomór świń pojawił się w Japonii. Był to pierwszy przypadek choroby w tym państwie od 1992 roku.
Rezerwuarem są dziki, świnie i dzikie świnie afrykańskie. Źródłem zakażenia są najczęściej zwierzęta chore, bezobjawowi nosiciele a także pośrednio ptaki, sprzęt inseminacyjny, zakażona woda, pokarm, odchody, zarażają się również płody w macicy.
Wirus namnaża się w migdałkach, następuje wiremia, atakuje tkanki limfatyczne i szpik powodując immunosupresję, leukopenię, trombocytopenię. Śmiertelność przy postaci ostrej zbliża się do 100%; ozdrowieńcy zyskują trwałą odporność.

## Postacie choroby
1. Typowa
  - po inkubacji 2-4 dni silna gorączka, chorują niemal wszystkie zwierzęta w stadzie
  - zapalenie spojówek, wybroczyny na skórze zwłaszcza podbrzusza i wewnętrznych stron kończyn, wymioty i biegunka
  - niedowłady i porażenia
2. Przewlekła
  - wyniszczenie, niedokrwistość
  - śmierć po kilku tygodniach, miesiącach
3. Atypowa
  - ronienia
  - rodzenie prosiąt z objawami nerwowymi (niedorozwój móżdżku)

Zmiany anatomopatologiczne:
- wybroczyny na skórze, na nagłośni, w pęcherzu moczowym, nerkach
- „butony” w jelicie (rzekomobłoniaste zapalenie jelit cienkich)
- zawały brzeżne w śledzionie

## Zwalczanie
Choroba zwalczana z urzędu, obowiązek poinformowania powiatowego lekarza weterynarii. Zakaz szczepień, ścisła izolacja i wybijanie sztuk zakażonych, podejrzanych o zakażenie i o chorobę, dezynfekcja. Utylizować należy również skażone produkty żywnościowe, bowiem mrożone mięso dzika może stanowić źródło zakażenia przez blisko rok, zaś solone jelita przez od 3 do 5 miesięcy. W przypadku trucheł wirusy dezaktywują się po blisko 2–3 dniach, jedynie w szpiku kości długich wirulencja utrzymuje się przez ponad 15 dni.